# Wadi al-Salam
Le Wādī al-Salām (en arabe : وادي السلام, « la vallée de la paix ») est un cimetière islamique (principalement chiite) situé dans la ville sainte chiite de Najaf, en Irak.
Considéré comme le plus grand cimetière du monde, il entoure le mausolée d'Ali, où se trouve la tombe du quatrième calife de l'islam et premier imam chiite, Ali Ibn Abi Talib.
Plus de cinq millions de personnes reposeraient dans ce cimetière, dont, selon la tradition, plusieurs prophètes de l'islam (Houd, Sâlih…). Ce vaste ensemble funéraire, véritable « cité des morts », s'étend sur une surface considérable (6 kilomètres carrés).

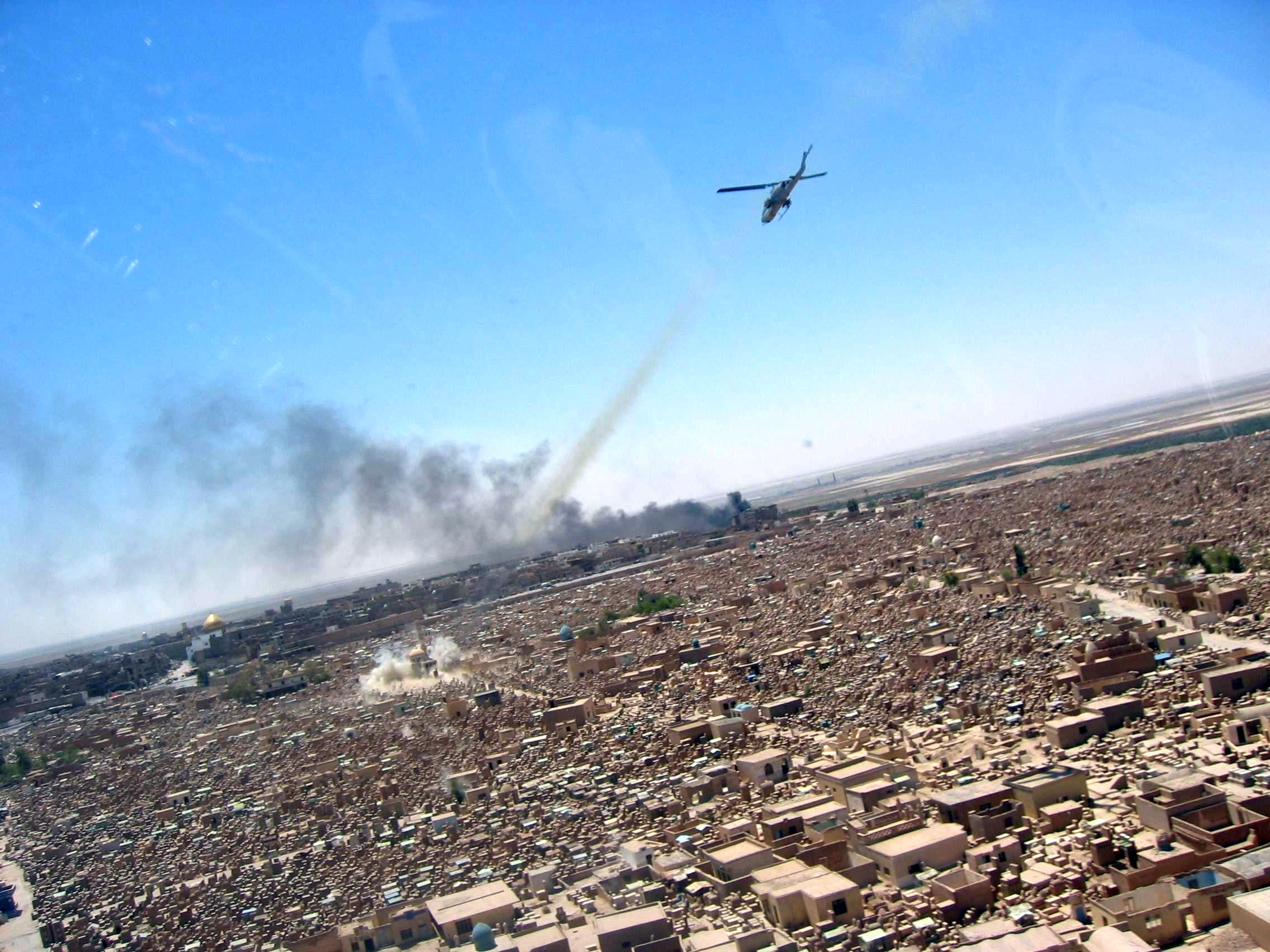
Un Super Cobra attaque une position de l'Armée du Mahdi dans le cimetière en 2004, pendant l'invasion américaine en Irak

L'un des fossoyeurs explique en 2016 « Je vois arriver 13 ou 14 cadavres supplémentaires par jour dans mon secteur, mais l’ensemble du cimetière reçoit plus de 100 combattants par jour », ces chiffres s'expliquant par les combats entre l’EI et l’armée irakienne.

## Articles connexes

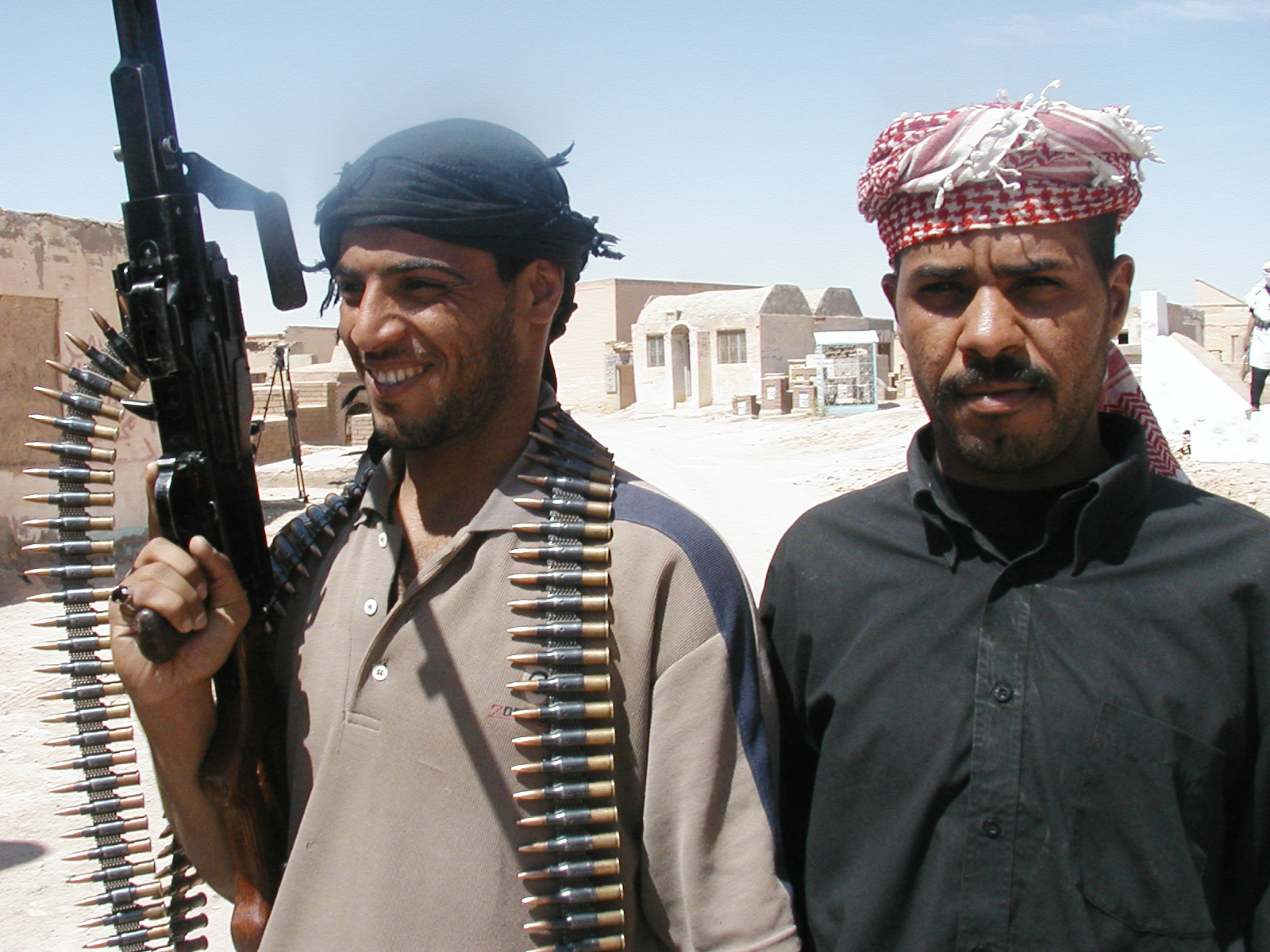
Miliciens de l'armée du Mahdi dans le Wadi al-Salam.